# Wieża widokowa na górze Smrek
Wieża widokowa na górze Smrek – wieża znajdująca się na górze Smrek (1124 metry n.p.m.). Jest jedną z najnowszych tego typu konstrukcji w Sudetach. Mierzy 20 metrów, a wybudowano ją w 2003.
W 1892 na niedalekim szczycie Stogu Izerskiego Towarzystwo Karkonoskie (Riesengebirgsverein) zaczęło stawiać drewnianą wieżę widokową. Zareagowali na to działacze Towarzystwa Upiększania z Novégo Města pod Smrkem (Anpflanzungs- und Verschönerungsverein in Neustadt an der Tafelfichte), którzy postanowili wybudować własną również drewnianą wieżę po austriackiej (czeskiej) stronie granicy. Szybka budowa trwała siedem tygodni i kosztowała 1683 guldenów (złotych reńskich). Znaczną część kosztów pokryło Niemieckie Towarzystwo Górskie Ještědu i Gór Izerskich (Deutscher Gebirgsverein für das Jeschken- und Isergebirge). Otwarto ją 21 sierpnia 1892 niedługo po wieży na Stogu Izerskim. Obok wieży wybudowano małą drewnianą chatkę, w której sprzedawano posiłki dla turystów. Służyła także jako mieszkanie dla opiekuna wieży. W 1932 na jej miejscu wzniesiono schronisko (Baude auf der Tafelfichte).
Wieża cieszyła się dużym powodzeniem – w ciągu roku odwiedzało ją nawet 18 tysięcy turystów.
Początkiem końca wieży była II wojna światowa. Po jej zakończeniu, w 1946, rodzina Porsche, która opiekowała się wieżą, wyjechała do Niemiec. Schronisko zostało zdewastowane, a następnie spłonęło. Opuszczona i nieremontowana wieża popadała w ruinę, a w latach 60. XX wieku zawaliła się.
Dopiero w 1992 pojawiły się projekty odbudowy – w Novém Městě pod Smrkem powstało stowarzyszenie "Společnost pro obnovu rozhledny". Starania członków zostały uwieńczone sukcesem w 2001, kiedy rozpoczęto budowę nowej wieży według projektu architekta Jana Dudy. 
20 metrowa wieża kosztowała 3,6 miliona koron i otwarto ją uroczyście 18 września 2003.
Wieża położona jest zaledwie kilkaset metrów od granicy polsko-czeskiej. Wstęp na wieżę jest bezpłatny.
Do grudnia 2007 w pobliżu funkcjonowało turystyczne przejście graniczne.

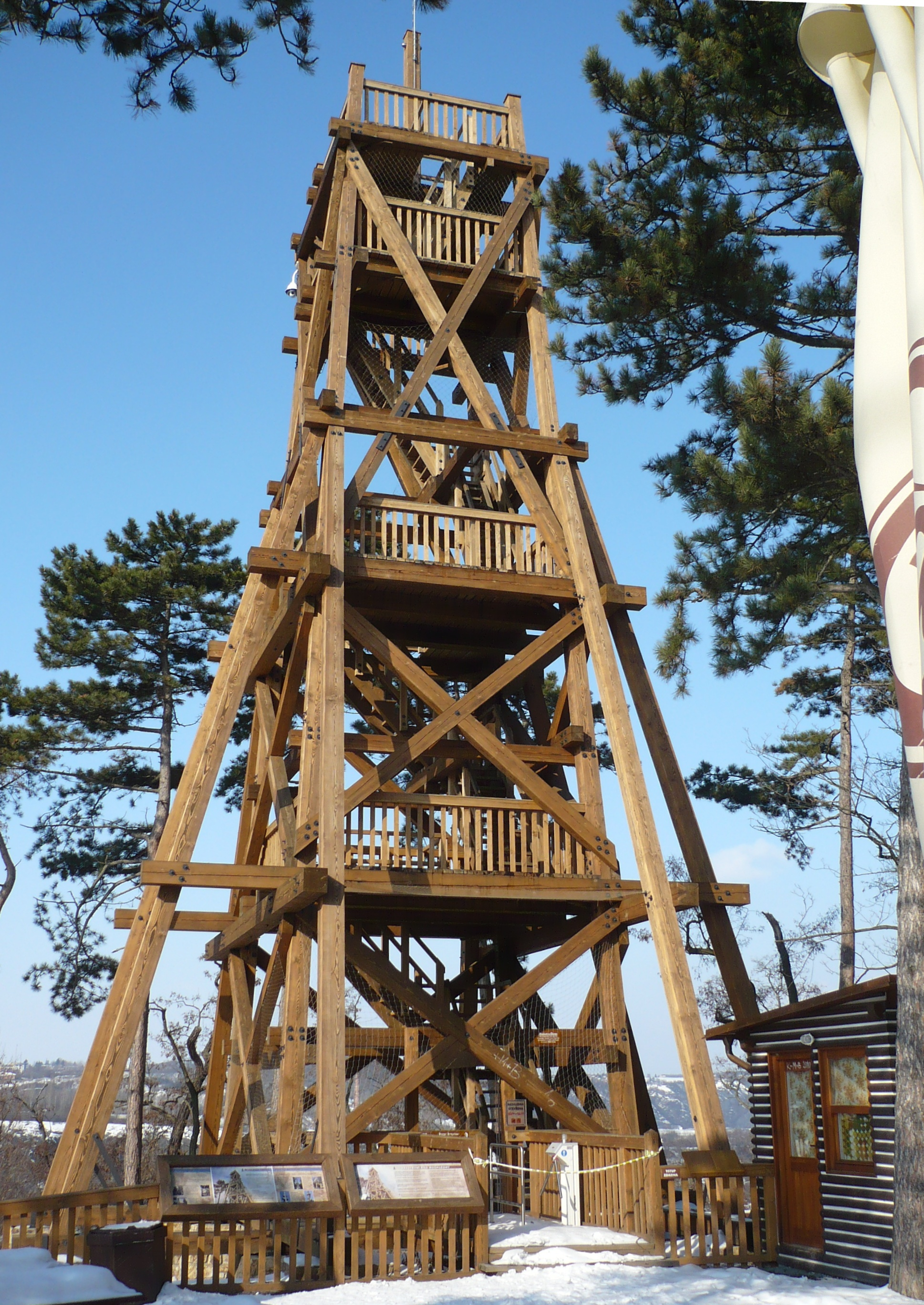
Kopia drewnianej wieży w praskim zoo

W 2009 kopia dawnej, drewnianej wieży stanęła w praskim zoo.